# Galeopsomyia epidius
Galeopsomyia epidius är en stekelart som först beskrevs av Walker 1847.  Galeopsomyia epidius ingår i släktet Galeopsomyia och familjen finglanssteklar. Inga underarter finns listade i Catalogue of Life.